# Bosanska Krajina

     Bosanska Krajina: în Bosnia și Herțegovina
Bosanska Krajina (în sârbă Босанска Крајина, pronunțat [bɔ̌sanskaː krâjina], „Krajina Bosniacă”; uneori tradus ca Frontieră Bosniacă), este o regiune geografică, o sub-regiune a Bosniei, în vestul statului modern al Bosniei și Herțegovinei, împrejmuită de o serie de râuri, și anume Sava (în nord), Glina (nord-vest), Vrbanja și Vrbas (est și sud-est, respectiv). Regiunea este, de asemenea, o entitate istorică, economică și culturală din Bosnia și Herțegovina, renumită pentru frumusețile sale naturale și diversitatea faunei sălbatice.
Cel mai mare oraș și centrul său istoric este Banja Luka. Alte orașe sunt Bihać, Cazin, Velika Kladuša, Prijedor, Sanski Most, Gradiška, Kozarska Dubica, Novi Grad, Bosanska Krupa, Kljuc, Bosanski Petrovac, Kotor Varos, Šipovo, Mrkonjic Grad, Drvar, Bosansko Grahovo, Gornji Vakuf, Bugojno, Donji Vakuf, Jajce, Kneževo, Bužim, Laktaši și Čelinac.
Bosanska Krajina nu este doar o entitate formală din structura Bosniei și Herțegovinei; ea are o identitate culturală și istorică semnificativă care s-a format prin mai multe evenimente istorice și economice. Teritoriul Bosanska Krajina este împărțit în prezent între două entități din Bosnia și Herțegovina: Republika Srpska și Federația Bosniei și Herțegovinei. 

## Denumire

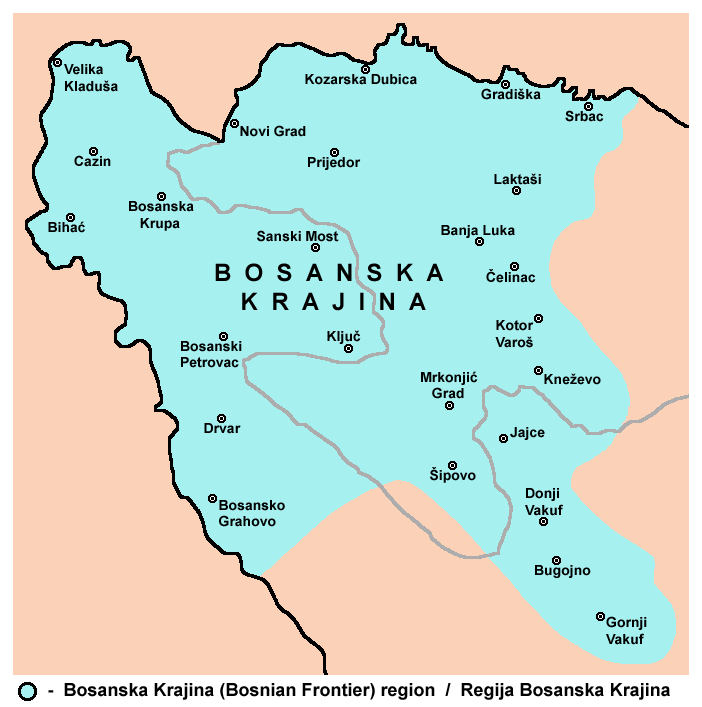
Harta regiunii Bosanska Krajina, cu orașele sale.

Regiunea cunoscută astăzi sub numele de Bosanska Krajina în timpul Bosniei medievale a fost cunoscută sub numele de Donji Kraji și Zapadne Strane. Între secolele al XVI-lea și al XVIII-lea, teritoriul dintre râurile Una și Vrbas a fost menționat sub numele de Croația Turcă (Turska Hrvatska). Acesta a fost inventat de către cartografii militari, care au lucrat pentru Comisia de frontieră austro-otomană, instituită prin tratate de pace din 1699 (Tratatul de la Karlowitz) și 1718 (Pacea de la Požarevac), comisie care a fost formată dintr-un număr de austrieci, venețieni și un croat (Vitezović). La mijlocul secolului al XIX-lea, numele de Croația Turcă a fost înlocuit de cartografi cu termenul Bosanska Krajina. Prima utilizare a termenului Bosanska Krajina a fost în 1594.

## Geografie
Cel mai mare oraș și centrul său istoric este Banja Luka. Alte orașe din regiune sunt Bihać, Cazin, Velika Kladuša, Prijedor, Sanski Most, Gradiška, Kozarska Dubica, Novi Grad, Bosanska Krupa, Kljuc, Bosanski Petrovac, Kotor Varos, Šipovo, Mrkonjic Grad, Drvar, Bosansko Grahovo, Jajce, Kneževo, Buzim, Laktaši și Čelinac. 
Sub-regiunile (geografice și istorice) sunt: Bihaćka Krajina, Cazinska Krajina, Potkozarje, Lijevče și altele. 

## Istorie

### Evul Mediu
În secolul al VI-lea, Bosnia de nord-vest de astăzi a făcut parte din provincia romană Dalmatia. Apoi a intrat sub jurisdicția Imperiului Roman de Răsărit. La scurt timp după aceea, avarii euro-asiatici și supușii lor slavi din Europa de Est au invadat Dalmația și s-au stabilit în ceea ce este acum Bosnia și Herțegovina. În secolul al VII-lea sârbii și croații au format principate inițial sub stăpânirea Imperiul Roman de Răsărit. Regiunea a făcut parte din Ducatul Croației în Evul Mediu timpuriu, care ulterior a devenit parte a Regatului Croației sub conducerea regelui Tomislav I.
Părțile din nord au făcut parte din Banatul Slavoniei (parohiile Sana, Vrbas și Dubica, iar Pounje Inferioară a făcut parte din parohia Zagreb) ca S(c)lavonia inferioară, în care parohia Sana servea ca sediu al familiei Babonić (mai târziu Blagajski) iar sudul erau părți din parohia Pset și Pliva. 
În secolele al XIII-lea și al XIV-lea, din parohia Pliva, s-a dezvoltat o regiune numită Donji Kraji, situată astăzi în sudul orașului Bosanska Krajina, și a fost menționată pentru prima dată ca proprietate a Eparhiei Bosniei și revendicat de Banatul Bosniac. 
Până în secolul al XIV-lea, Imperiul Otoman s-a extins semnificativ în Balcanii de Vest într-o serie de războaie, iar incursiunile turcești spre vest au făcut ca această regiune să devină un hotar otoman. Jajce a căzut în mâinile otomanilor în 1463, marcând căderea Regatului Bosniei, deși acesta a fost preluat ulterior de la otomani și organizat ca Banatul de Jajce cu rol defensiv. Bătălia din câmpia Krbava din 1493 a pus capăt efectiv stăpânirii persistente a Regatului Ungariei asupra întregii regiuni, limitându-le doar la orașele fortificate, iar când Jajce a căzut din nou în 1528, stăpânirea otomană a persistat aproape până la sfârșitul secolului al XIX-lea. 
La sfârșitul secolului al XV-lea, un domn local croat (knez), Juraj Mikuličić, a ridicat un fort în satul Bužim, lângă Bihać, temându-se de avansarea armatei otomane. Mikuličić a murit în 1495, dar fortul Bužim a ajuns sub controlul otoman abia în 1576.

### Perioada otomană
După bătălia crucială din 1526 de la Mohács și alegerile din 1527 de la Cetin, Croația a devenit parte a Monarhiei Habsburgice. Imperiul Otoman a instituit oficial Eyaletul Bosnia în 1580. Pământurile croate, în general, au fost reduse la o fracțiune din întinderea lor și numai cele mai vestice părți ale regiunii Bosanska Krajina de astăzi au rezistat stăpânirii otomane. Cu toate acestea, armatele otomane au preferat să înainteze spre țintele lor din nord-vest, prin terenuri mai ușor de străbătut, cum ar fi de-a lungul fluviului Dunărea, de exemplu Viena a fost asediată prima dată în 1529 după ce armata a trecut prin Osijek, Mohács și Buda. Obstacolele naturale în și din jurul regiunii, mai ales la momentul respectiv, au inclus râurile Sava, Vrbas, Una și Sana, precum și munții Pljesevica, Sator, Klekovača, Radusa, Grmeč, Kozara și Vlasic. 
Incursiunile turcești s-au extins și mai mult spre nord, iar arhiducele austriac Carol al II-lea din Stiria a ridicat un nou oraș fortificat, Karlovac, în 1579. În 1580, turcii au răspuns prin declararea Pașalâcului Bosnia, care unifica toate Sangeacurile, inclusiv teritoriul Croației moderne. În urma războaielor și schimbărilor de graniță, populația croată catolică s-a mutat spre nord și a fost înlocuită cu sârbi și vlahi care erau ortodocși.
Fortul Bužim, aflat sub control otoman încă din 1576, a fost apărut cu succes de otomani în numeroase bătălii (1685, 1686, 1688, 1737) și a fost, de asemenea, modernizat (1626, 1834) până la eventuala predare a acestuia în secolul al XIX-lea. Fortul a rămas până în prezent ca un monument al cuceririi otomane.
Bihać a ținut mai mult decât Bužim; a fost un oraș regal liber și la un moment dat capitala Regatului Croației (metropolis et propugnaculum totius regni Croatiae). Dar, în 1592, o armată turcă de aproximativ 20.000 de oameni, sub comanda vizirului otoman Hasan-pasa Predojević, a atacat și a ocupat cu forța Bihać. Înregistrările arată că aproape 2.000 de oameni au murit în apărarea orașului Bihać, iar aproximativ 800 de copii croați din Bihać au fost trimiși în Turcia, pentru a fi educați în Islam și pentru a deveni ieniceri. Hasan-pasha Predojević a avansat mai departe spre nord în Croația, dar a fost învins în bătălia de la Sisak din iunie 1593. 
Când Imperiul Otoman a pierdut războiul din 1683–1690 împotriva Ligii Sfinte, a Monarhiei Habsburgilor și a aliaților ei, otomanii au cedat Slavonia și Ungaria Austriei prin Tratatul de la Karlowitz din 1699, iar granițele de nord și de vest ale Sangeacului Bosnia (corespunzând în mare parte cu granițele moderne ale Bosniei) au devenit o frontieră permanentă între imperiile austriac și otoman. Otomanii au vrut să întoarcă soarta războiului de partea lor, așa că, în opoziție față de frontiera militară habsburgică, au creat o frontieră bosniacă, care era parte a frontierelor sale militare, împărțită pe căpitani, fiecare având propriile fortificații și regimente militare. 
Krajina a fost locuită în continuare de păstori sârbi, care au servit ca miliție, apărând-o de incursiuni ostile și au menținut ordinea, sau ca medici și forță de muncă pentru linia frontului mult necesară contra Imperiul Austriac. De atunci, sârbii au format majoritatea populației din regiunea Bosanska Krajina.     

### Secolul al XIX-lea
La mijlocul anului 1858, o revoltă cunoscută sub numele de Prima Revoltă a lui Pecija a izbucnit în regiune, datorită presiunii otomane asupra populației sârbe locale. A fost zdrobită până în luna decembrie 1858. 
Frontiera bosniacă, la fel ca restul Bosniei și Herțegovinei, a participat la Răscoala din Herțegovina din 1875-1878. 

### Al Doilea Război Mondial

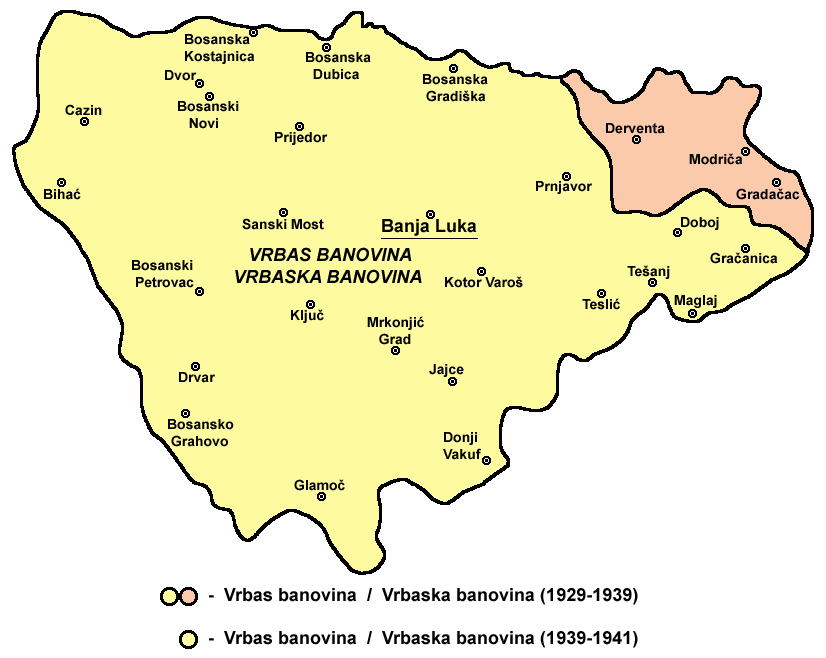
Banovina Vrbas în Regatul Iugoslaviei (1929–41).

În timpul celui de-al Doilea Război Mondial, Bosanska Krajina a fost cunoscută pentru rezistența sa foarte puternică împotriva regimului fascist. Mișcarea anti-fascistă a partizanilor iugoslavi în regiunea Bosanska Krajina a fost mai diversă din punct de vedere etnic decât în orice altă parte a fostei Iugoslavii din timpul celui de-al doilea război mondial. În iarna anului 1942/1943, partizanii au stabilit Republica Bihać în Bosanska Krajina. Curând după aceea, Bosanska Krajina a fost și locul acordurilor istorice care au avut loc în Jajce și Mrkonjić Grad în 1943, acelea care au stabilit Republica Bosnia și Herțegovina în granițele sale actuale, precum și în Republica Socialistă Federativă Iugoslavia. 
În timpul celui de-al Doilea Război Mondial, lagărul de concentrare al statului Ustașa din comuna Jasenovac a fost creat chiar de-a lungul râului Sava de la Bosanska Krajina, iar mulți dintre locuitorii regiunii (în principal sârbi, țigani și evrei, dar și unii musulmani și croați bosniaci comuniști) au fost uciși acolo. 

### Războiul din Bosnia
|                    | 1991    | 1994    |
| ------------------ | ------- | ------- |
| sârbi              | 625.000 | 875.000 |
| bosniaci și croați | 550.000 | 50.000  |

În timpul războiului din Bosnia din 1992-95, Bosanska Krajina a fost împărțită între Republika Srpska, Republica Bosniei și Herțegovinei și provincia autonomă a Bosniei de Vest. Entitatea sârbă autonomă Bosanska Krajina (Srpska autonomna oblast Bosanska Krajina) a fost înființată în vara anului 1991. Regiunea a fost, de asemenea, un loc al lagărelor de concentrare, inclusiv Manjača și Omarska, unde predominant bosniacii au fost ținuți, torturați, violați și uciși.

## Demografie
Populația din regiune era de aproape un milion înainte de războiul din Bosnia. Compoziția etnică a regiunii Bosanska Krajina era în 1991 (conform recensământului) de 44% sârbi, 40% bosniaci, 7% croați, 5% iugoslavi și 3% alții (romi, ucraineni, unguri și valahi). 
Compoziția populației actuale din Bosanska Krajina s-a schimbat dramatic, din cauza expulzărilor, al realocărilor forțate și a emigrării în timpul războiului din Bosnia din 1992–95. Diverse părți au devenit mai puțin diverse din punct de vedere etnic, în special bosniacii din nord-vest și sârbii în Republika Srpska și alte câteva comune care se învecinează cu Croația. 

## Economie
În perioada imediat următoare celui de-al Doilea Război Mondial, Bosanska Krajina a fost considerată una dintre cele mai sărace regiuni din Bosnia și Herțegovina. Această sărăcie a fost un factor care a contribuit la revolta armată de la Cazin (Sazinska buna) din 5-6 mai 1950 împotriva guvernului comunist, din cauza colectivizării forțate. Aceasta a fost singura revoltă din Bosnia și Herțegovina și din Iugoslavia postbelică. De asemenea, a fost singura răsoală țărănească din timpul Războiului Rece.
Dezvoltarea economică ulterioară și prosperitatea regiunii Bosanska Krajina s-au datorat în mare parte programelor de dezvoltare urbană planificată care au fost create special pentru această regiune la începutul și la mijlocul anilor 1970 de către Institutul Urban din Banja Luka. Dezvoltarea a fost stimulată în continuare prin simplificarea sistemului bancar care a încurajat investițiile în industria procesării resurselor. Drept urmare, regiunea a cunoscut un boom în producția agricolă și industrială. 
Agrokomerc, o industrie producătoare de alimente situată în regiunea de nord-vest a fost cel mai mare producător de produse alimentare din Bosnia și Herțegovina și fosta Iugoslavie. Alte industrii au inclus industria chimică Saniteks în Velika Kladuša, industria electronică Rudi Cajevec în Banja Luka, industria textilă Sana din Bosanski Novi, precum și o serie de companii de prelucrare a lemnului și a alimentelor care au stimulat un boom economic în această regiune. În jurul muntelui Kozara s-a dezvoltat și o importantă industrie de prelucrare a minereurilor.

## Transport și aviație

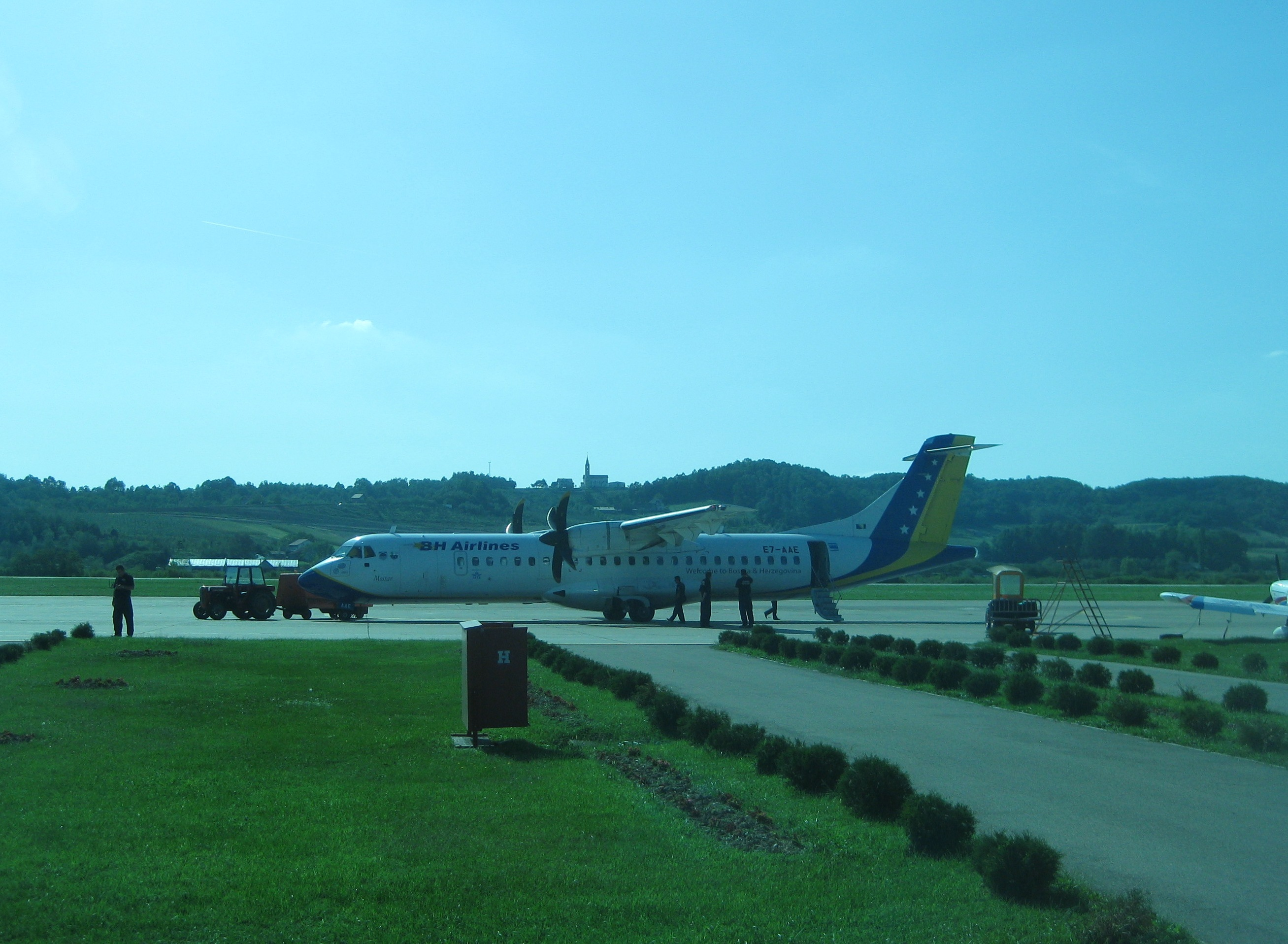
B&H Airlines ATR 72 pe aeroportul Banja Luka care se pregătește pentru zborul către Zürich, august 2010

Autostrada E-661 (cunoscută local sub numele de M-16) duce spre nord spre Croația, existând ca o autostradă de la Banja Luka la Laktaši și ca o șosea cu două benzi de la Laktaši la granița bosniacă / croată. Acest al doilea tronson al drumului este în prezent modernizat ca o autostradă. 
În planificare există două noi autostrăzi. Una de la Prijedor la Bosanska Dubica pentru a scurta timpul de călătorie către Zagreb. Cealaltă este spre est, îndreptându-se spre Doboj și conectând Bosanska Krajina la importantul Coridor Vc (ruta europeană E73) din Bosnia și Herțegovina. 
Aeroportul Internațional de la Banja Luka este situat la 23  de km de Banja Luka. În prezent există două companii aeriene, B&H Airlines și Adria Airways, cu zboruri regulate către Ljubljana (de patru ori pe săptămână) și Zürich (de trei ori pe săptămână). De asemenea, zborurile charter operează de la aeroport, iar aeroportul poate fi folosit ca rezervă pentru aeroportul din Sarajevo. Aeroportul din Zagreb, din cauza condițiilor meteorologice în timpul iernii, de cele mai multe ori favorabile în Sarajevo, se află la aproximativ două ore distanță de Banja Luka cu mașina. 
Baza aeriană Željava, situată la granița dintre Croația și Bosnia și Herțegovina, sub Muntele Plješevica, în apropiere de orașul Bihać din Bosnia și Herțegovina, a fost cel mai mare aeroport subteran și bază aeriană militară din fosta Iugoslavie și unul dintre cele mai mari din Europa. 
Prijedor are, de asemenea, un câmp aerian în partea de nord-est a orașului, în zona Urije. Aerodromul are o flotă de avioane ușoare și hidroavioane. Aerodromul a fost folosit de partizanii iugoslavi și a fost primul aerodrom al partizanilor în timpul celui de-al doilea război mondial. Aerodromul servește, de asemenea, ca reședință a renovatului club de parașutism din oraș. 
Bosanska Krajina este punctul central al serviciilor feroviare din Bosnia și Herțegovina, care cuprinde mai mult de jumătate din rețeaua feroviară din Bosnia și Herțegovina. Serviciile operează către orașele din nordul și vestul Bosniei Banja Luka, Prijedor, Bosanski Novi și Bihać. Rețeaua feroviară operează de asemenea legături către Zagreb (de două ori pe zi) și către Belgrad. 

## Galerie

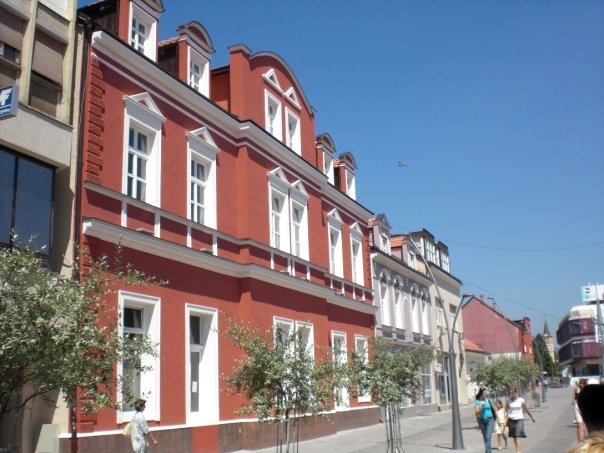
Prijedor
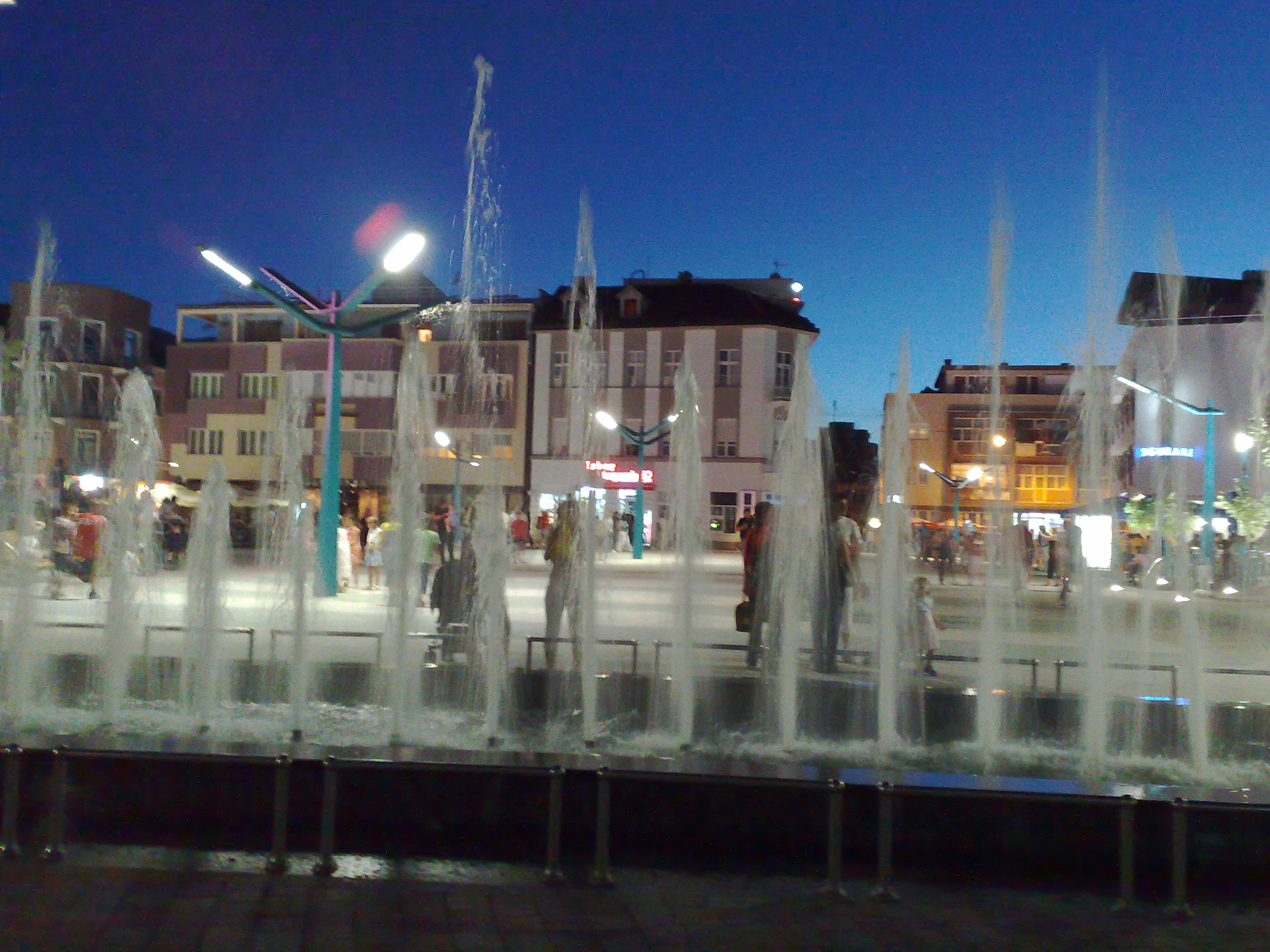
Bihać
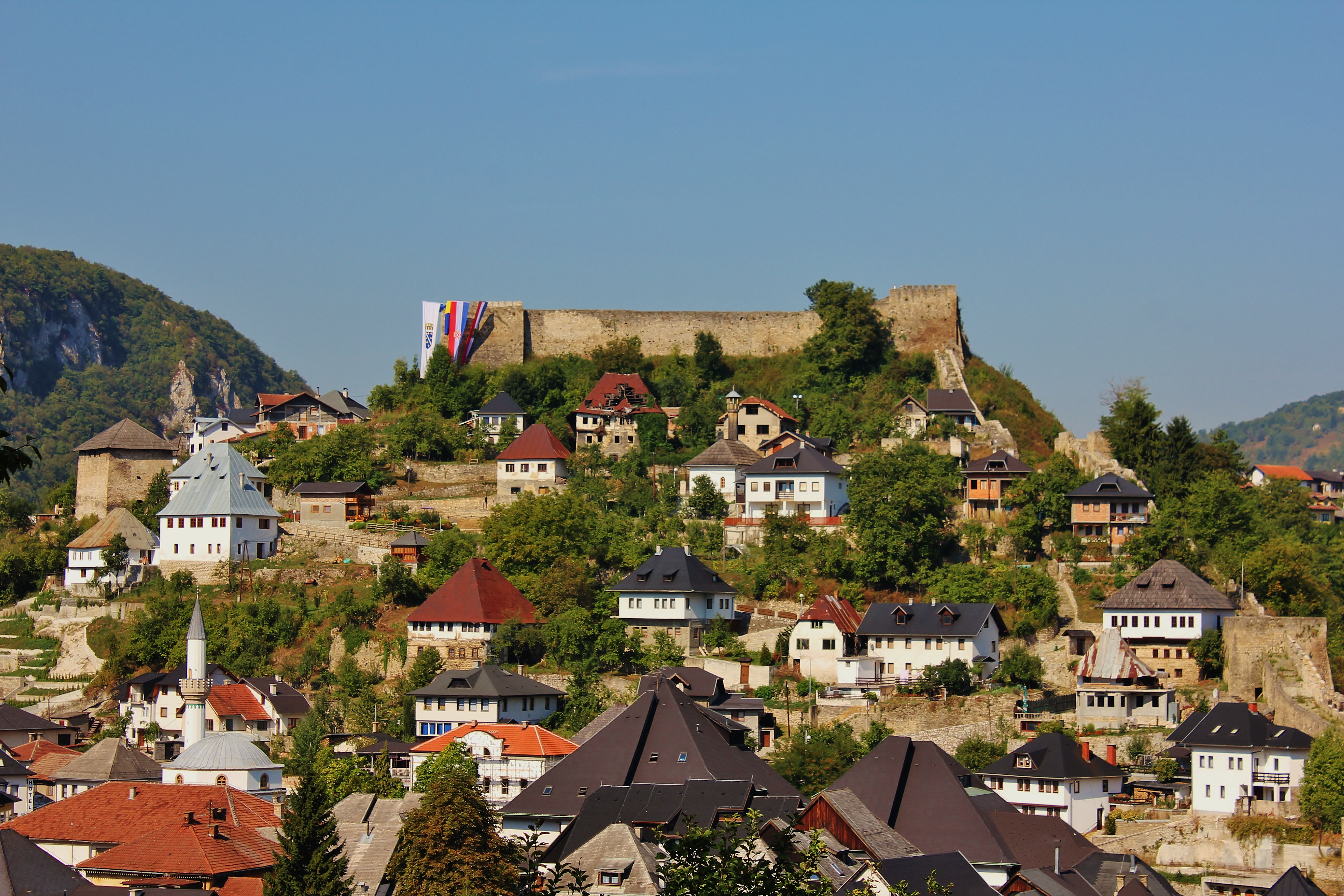
Jajce
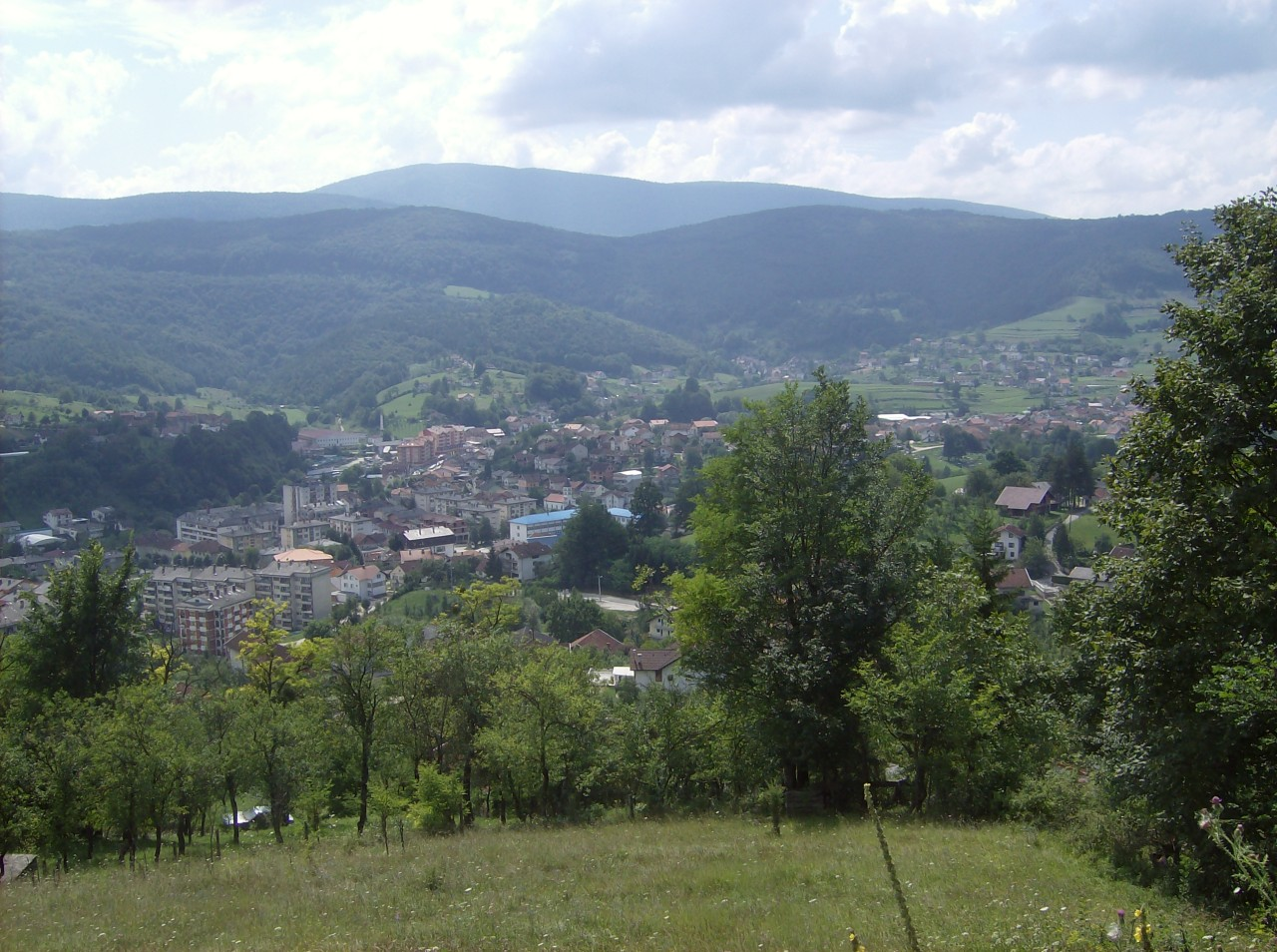
Kljuc
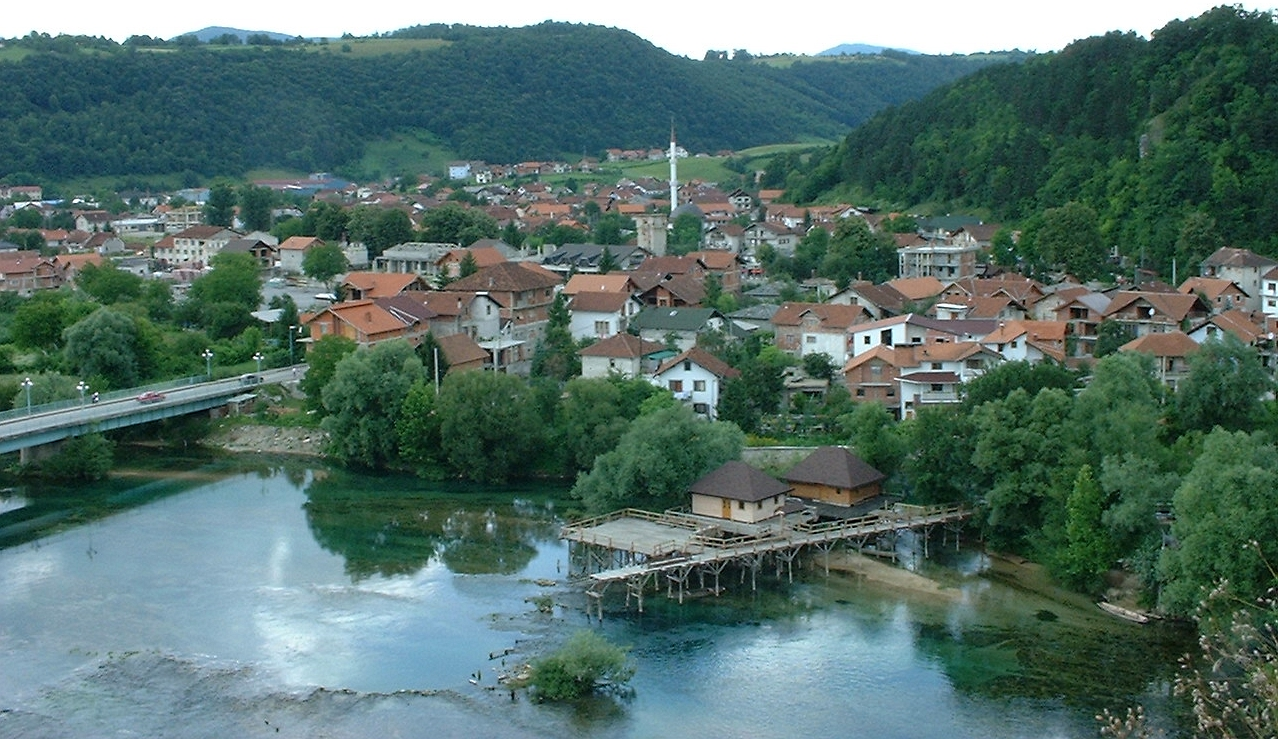
Bosanska Krupa
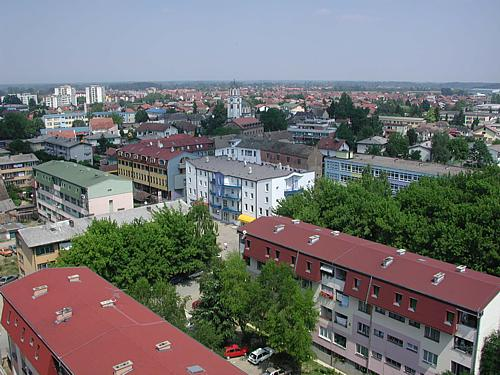
Bosanska Gradiška
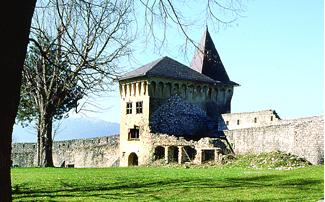
Castelul Ostrožac
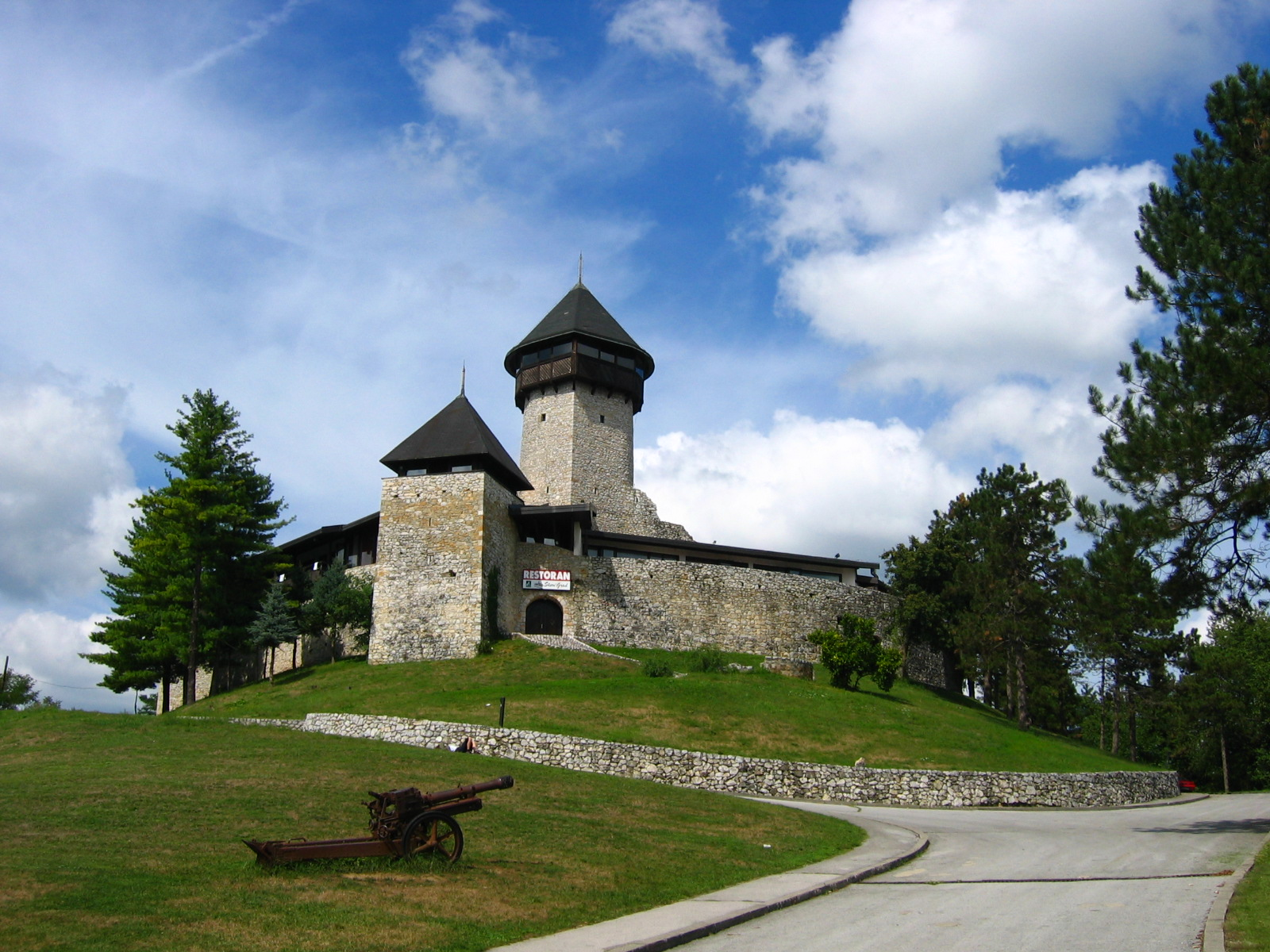
Castelul Velika Kladuša
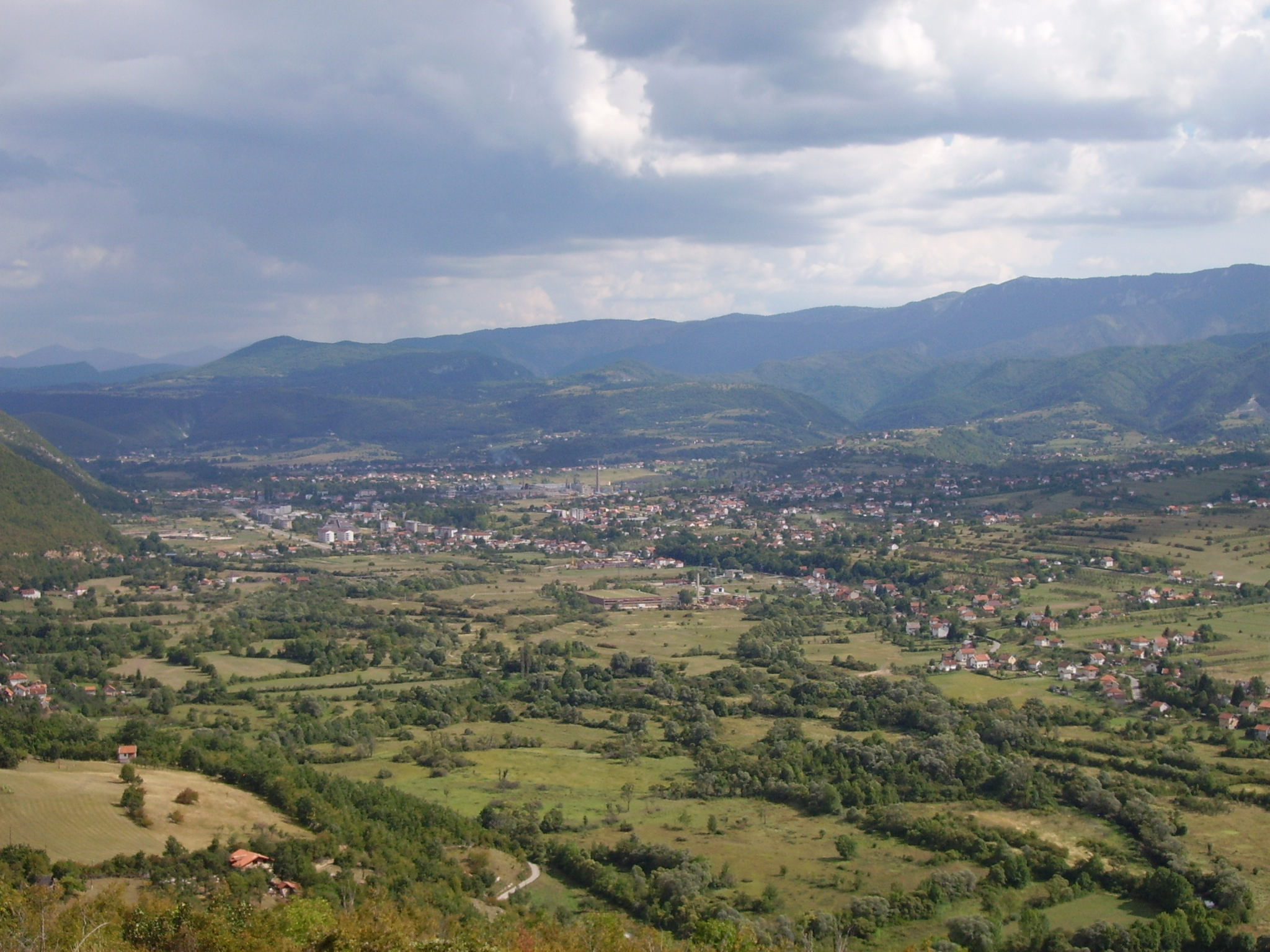
Drvar
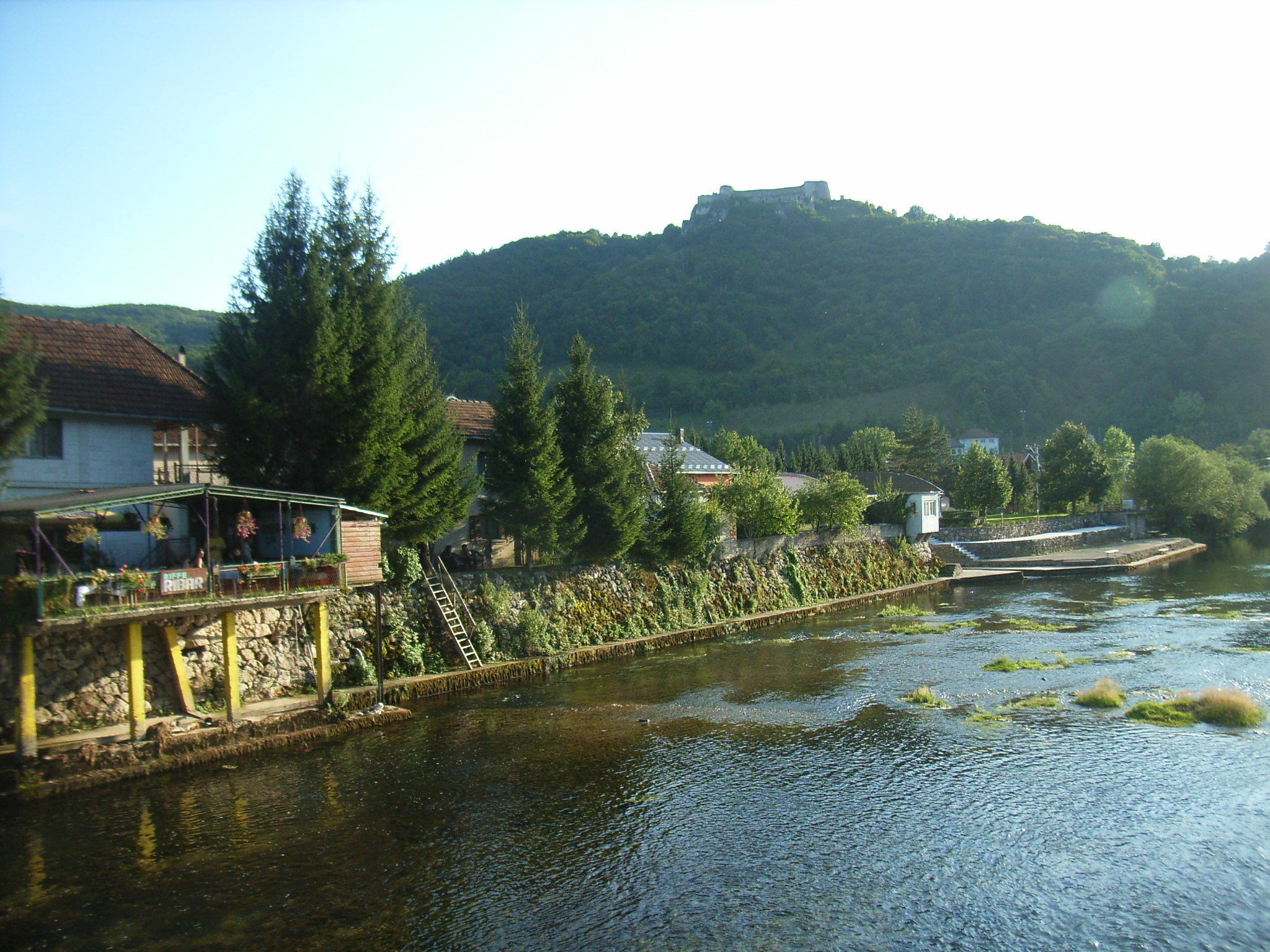
Kulen Vakuf

## Galerie istorică

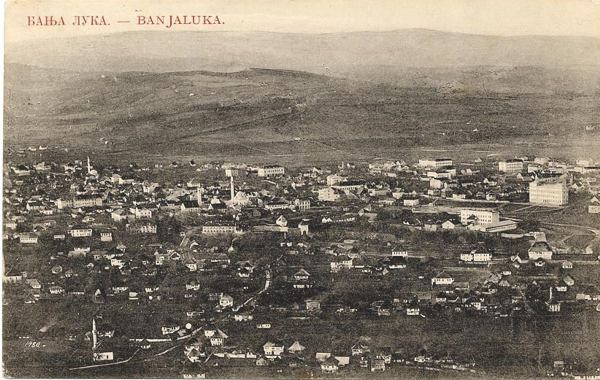
Banja Luka la începutul secolului XX
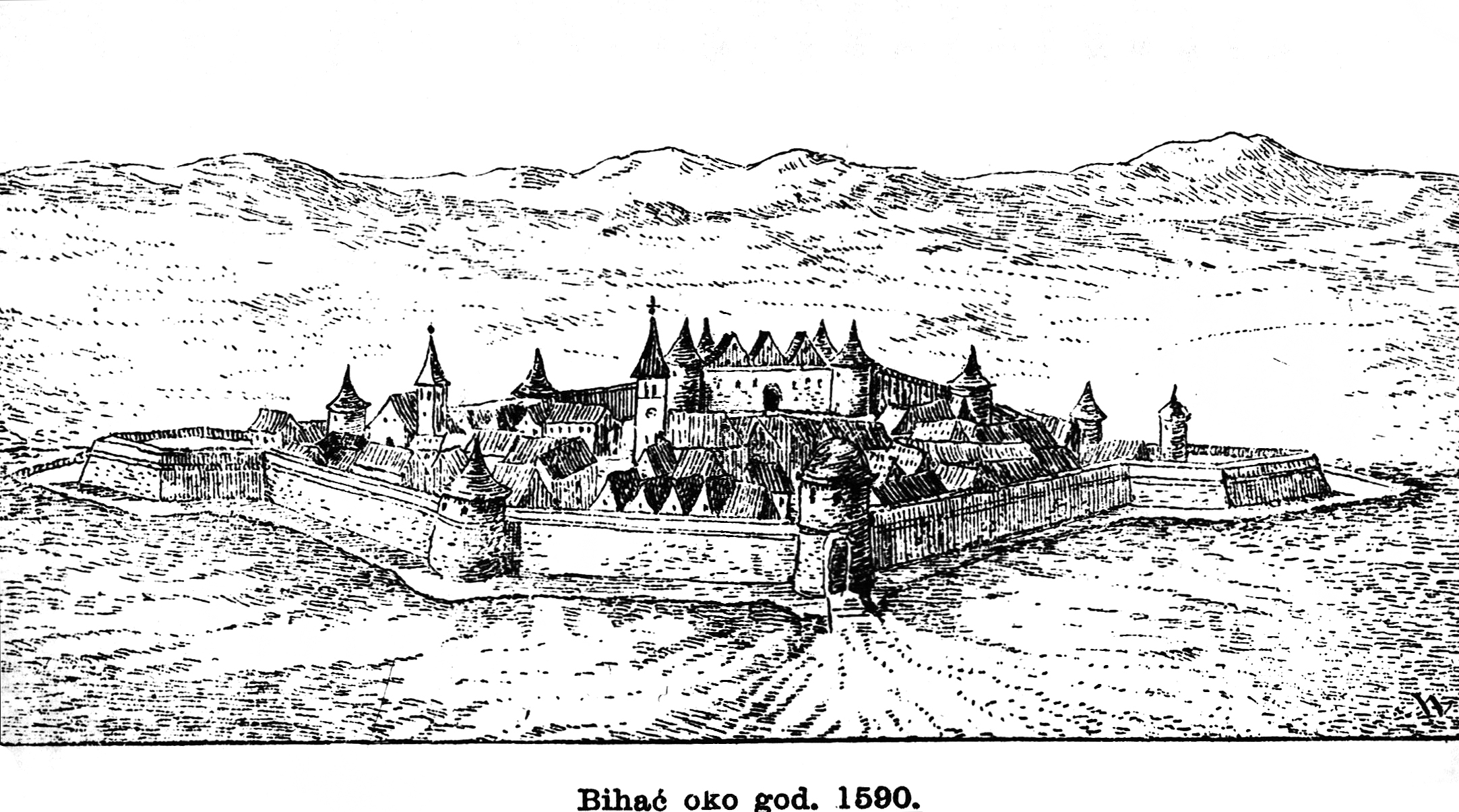
Locul fortificat Bihać în 1590
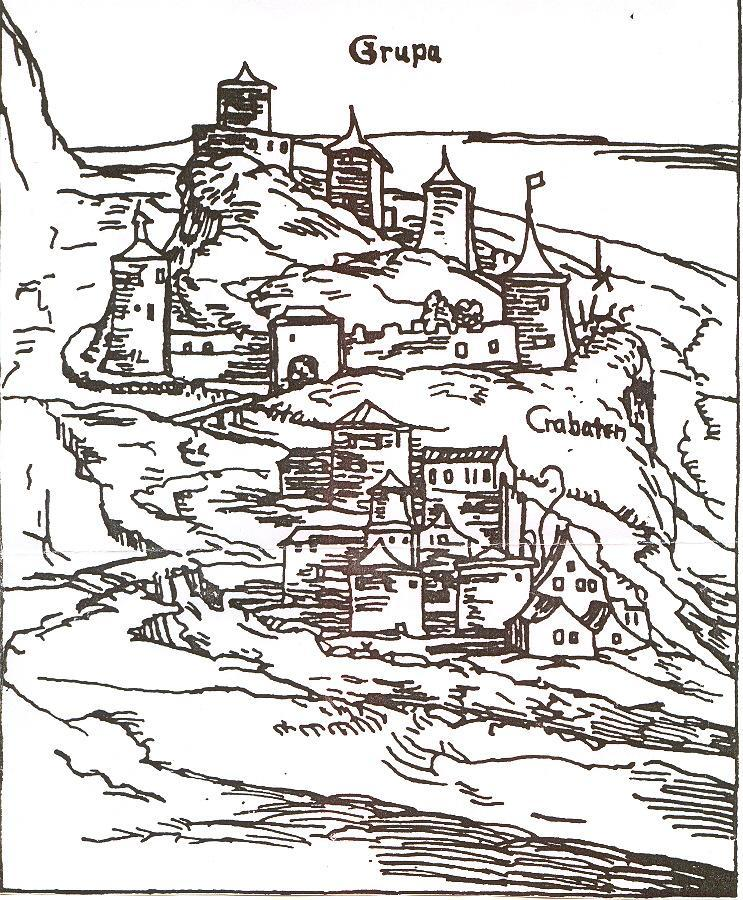
Bosanska Krupa din Evul Mediu
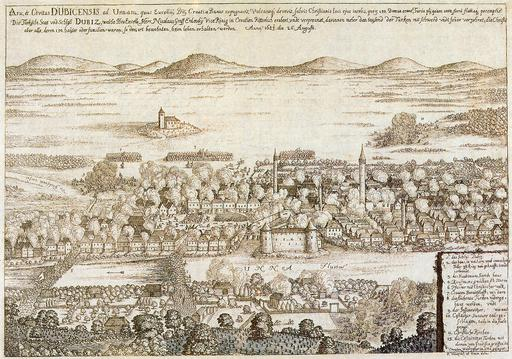
Un desen vechi al Bosanska Dubica